# Ivan Kantakuzen (despot)
Ivan Kantakuzen (Ἱωάννης Καντακουζηνός) (o. 1342. – nakon 1380.) bio je bizantski princ (carević).
O njemu se zna iznimno malo. Rođen je oko 1342. godine. Bio je najstariji sin Mateja Kantakuzena, cara Bizanta. Ivanova je majka bila Irena Palaiologina.
Nakon što je Matej abdicirao 1357., car Ivan V. Paleolog je Ivana postavio za despota.
Ivan je 1361. otišao u Moreu te je donirao ikonu Bogorodice, koja je sada u crkvi svetog Samuela u Veneciji.